# Лосева, Варвара Ивановна
Мученица Варвара родилась в 1894 году в крестьянской семье, ко времени рождения дочери родители перебрались в Москву, где ее отец работал сапожником. Родители дали Варваре хорошее образование, получив которое она стала работать учительницей.
В 1915 году она вышла замуж за Сергея Александровича Лосева; в скором времени он был рукоположен во диакона и затем во священника. Варвара Ивановна была арестована 16 февраля 1938 года и заключена в егорьевскую тюрьму.
— Следствие имеет данные, что вы после ареста вашего мужа среди населения вели контрреволюционную деятельность. Дайте ответ, — потребовал следователь.
— Это я отрицаю, — ответила Варвара Ивановна.
— Следствию известно, что вы после ареста вашего мужа наносили угрозы членам ВКП(б) и активистам, угрожая с ними рассчитаться.
— Это я отрицаю.
— Скажите, Лосева, как было настроено к власти духовенство в момент совершения Октябрьской революции?
— Духовенство встретило Октябрьскую революцию враждебно.
— А как встретили Октябрьскую революцию вы?
— Так же, как и все граждане.
— Скажите, Лосева, за что арестован ваш муж?
— Мне это неизвестно, но я считаю, что муж никому не приносил вреда.
— Признаете ли вы себя виновной в контрреволюционной агитации среди населения, что вы выражали недовольство ВКП(б) и руководителями власти?
— Виновной себя в контрреволюционной агитации не признаю, ничего я не говорила.
25 февраля 1938 года тройка НКВД приговорила Варвару Ивановну к расстрелу. Варвара Ивановна Лосева была расстреляна 7 марта 1938 года и погребена в безвестной общей могиле на полигоне Бутово под Москвой. Священник Сергий Лосев скончался в заключении 29 сентября 1942 года и был погребен в безвестной могиле
1. ↑  Новомученики нашего храма. Георгиевский храм с. Ванилово. Русская Православная Церковь, Московская митрополия, Коломенская епархия, 2-й Воскресенский благочиннический округ (11 февраля 2020). Дата обращения: 18 августа 2025.